# Strada Poligonale di Bitonto
La Strada Poligonale di Bitonto, in parte classificata come strada provinciale 218, è un anello stradale che forma una circonferenza quasi perfetta di 18 km e con un raggio di circa 3 km intorno alla città di Bitonto, nella città metropolitana di Bari.
Unico esempio in Italia, venne ideata e realizzata tra il 1946 e il 1948 dal presidente del consorzio delle strade vicinali Giuseppe Cazzolla con lo scopo di facilitare l'arrivo in città dalla campagna e, nel tempo, è diventata un anello di congiunzione dei vari assi stradali che raggiungono la città.

## Storia
La rete stradale circostante la città di Bitonto è caratterizzata da una viabilità a raggiera, sviluppatasi soprattutto nel XIX secolo, che parte dal centro cittadino.
Nel secondo dopoguerra, l'amministrazione comunale guidata dal sindaco Nicola Calamita e il Consorzio delle strade vicinali idearono la realizzazione di un'opera funzionale e strategica che congiungesse tra loro le varie strade radiali dirette a Bitonto. La realizzazione del grande anello rurale, avvenuta tra il 1946 e il 1948, fu anche una risposta alla dilagante disoccupazione dei tanti braccianti rimasti senza lavoro dopo il periodo bellico.
L'infrastruttura, progettata dall'ingegnere Mauro De Gennaro (1898-1988), ha un raggio di 2.980 metri e una lunghezza di 17.965, interrompendosi brevemente nei pressi della confluenza della Lama Balice con la Lama Petrarola. La larghezza originaria di 5 metri della strada è stata raddoppiata nei tratti di competenza provinciale.

## Altre strade circolari

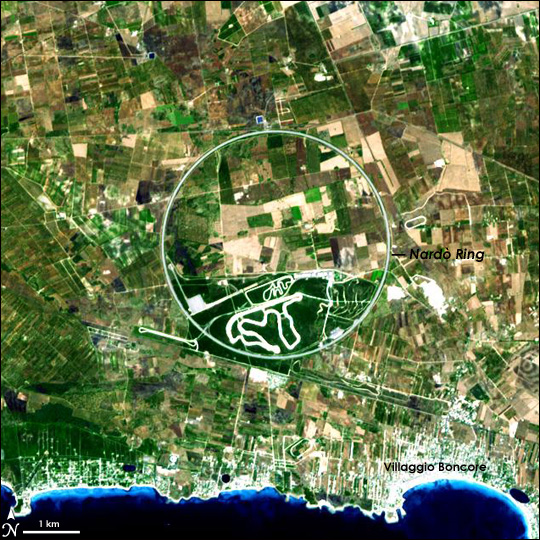
Anello di Nardò (LE)

Escludendo rotatorie e piazze, altre strade di grande dimensione con forma circolare perfetta o quasi sono:
- l'anello di Nardò, circuito automobilistico costruito in provincia di Lecce;
- l'Avenida de Contorno di Feira de Santana, in Brasile;
- l'insediamento di Rotonda West, in Florida (USA), è circondato da un anello stradale di 2 km di raggio;
- il Grand Boulevard di Corona (California) è una circonferenza perfetta con diametro di un miglio, che negli anni 1910 ospitò gare automobilistiche internazionali; dal 2011 il Grand Boulevard Historic District è iscritto nel National Register of Historic Places.